# Angel of Darkness
"Angel of Darkness" – trzeci singiel Aleksa C. stworzony przy współpracy Yasmin K. Singiel został wydany w 2003 roku.

## Lista utworów
- CD-Maxi

1. "Angel of Darkness" (Video Mix) – 3:35
2. "Angel of Darkness" (Extended Mix) – 5:13
3. "Angel of Darkness" (Club Mix) – 5:57
4. "Angel of Darkness" (Angel One Remix)	– 6:56
5. "Angel of Darkness" (Watergate Remix)	– 6:44

## Listy przebojów
| Kraj    | Lista (2003)    | Najwyższa pozycja |
| ------- | --------------- | ----------------- |
| Niemcy  | Top 100 Singles | 21                |
| Austria | Singles Top 75  | 39                |